# Вийвиконна
Ви́йвиконна (эст. Viivikonna) — деревня в Эстонии, бывший городской район города Кохтла-Ярве на северо-востоке уезда Ида-Вирумаа. С 2017 года передана в ведение муниципалитета Нарва-Йыэсуу.
Находится на большом расстоянии от остальных районов Кохтла-Ярве, около 25 км к востоку от центра этого города и на таком же расстоянии от Нарва-Йыэсуу. Высота над уровнем моря — 41 метр.
Административно к Вийвиконна до 2017 года относился стоящий поодаль район Сиргала, после этого ставший отдельной деревней в составе Нарва-Йыэсуу.
Посёлок начал строиться в 1935—1936 годах рядом с шахтой по добыче сланца.
Год образования посёлка городского типа 1950.
Вийвиконна стал частью Кохтла-Ярве в 1960 году. В настоящее время находится в сильном упадке: больше половины домов пустуют, а из промышленности осталось только два объекта — лесопильный завод и металлургический корпус.

## Население
По данным переписи населения 2011 года, в Вийвиконна проживали 99 человек, из них 24 (24,2 %) — эстонцы.
Численность населения Вийвиконна в административных границах каждого года:
| Год  | 1959  | 1968    | 1976    | 2006  | 2011 | 2017  | 2018 | 2019 | 2020 | 2021 |
| ---- | ----- | ------- | ------- | ----- | ---- | ----- | ---- | ---- | ---- | ---- |
| Чел. | 1 800 | ↗ 2 200 | ↘ 2 027 | ↘ 312 | ↘ 99 | ↗ 131 | ↘ 57 | ↘ 51 | ↘ 50 | ↘ 47 |

## Транспорт
В 8 километрах от деревни находится железнодорожная станция Вайвара (на линии Таллин — Нарва), расположенная в границах упразднённой в 2017 году волости Вайвара.

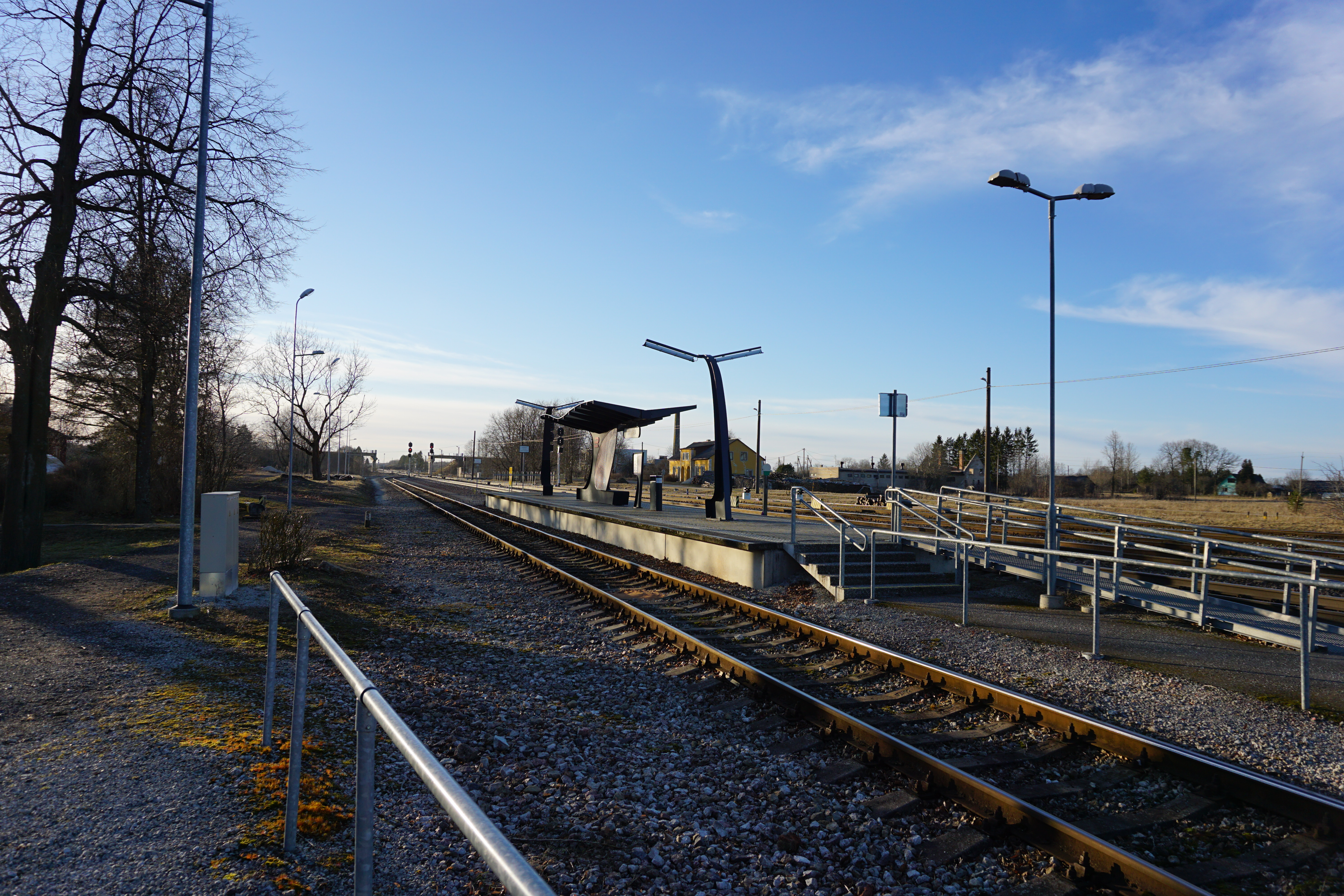
Платформа станции Вайвара